# A Saucerful of Secrets (skladba)
„A Saucerful of Secrets“ je skladba britské rockové skupiny Pink Floyd, která poprvé vyšla na stejnojmenném albu v červnu 1968. Svojí délkou dosahující téměř 12 minut je nejdelší skladbou této desky, jako její autoři jsou uvedeni všichni tehdejší členové skupiny.

## Kompozice
Skladba vznikla pro zaplnění 12 minut na albu, které skupině ponechali producent Norman Smith a vydavatelství EMI. Podle Rogera Waterse si zde hudebníci doslova „mohli dělat, co sami chtěli“. Waters s Masonem kreslili na papír podivné tvary a na základě jejich struktury skupina vymýšlela hudbu. Skladbu vytvářeli přímo ve studiu, kde také improvizovali, dokud se jim výsledek nezdál dobrý. Waters s Masonem pracovali s klasickou koncepcí tří hudebních vět, z nichž byly vytvořeny čtyři pojmenované části:
1. „Something Else“ (0:00–3:57) – fade-in nahraný mikrofonem blízko umístěným k činelu, doplněný o varhany s echo efektem
2. „Syncopated Pandemonium“ (3:58–7:04) – dvoustopá smyčka s bicími, činely, zkreslená kytara a experimentální hra na klavír
3. „Storm Signal“ (7:05–8:38) – varhany a zvonkohra
4. „Celestial Voices“ (8:39–11:52) – hymnus s dominantními varhanami, baskytarou, mellotronem a bezeslovnými vokály

Podle Rogera Waterse (interview pro Rolling Stone) pojednává skladba o bitvě a jejích následcích. „Something Else“ popisuje nástup do bitvy, „Syncopated Pandemonium“ samotnou bitvu, „Storm Signal“ ukazuje pohled mrtvých po ukončení bitvy a „Celestial Voices“ prezentuje smutek z mrtvých.

## Živé a alternativní verze
Skladbu „A Saucerful of Secrets“ pravidelně hráli Pink Floyd na svých koncertech mezi lety 1968 a 1972 (na prvních vystoupeních pod názvem „The Massed Gadgets of Hercules“). Zpočátku se její délka pohybovala kolem 12–13 minut, na pozdějších koncertech však přesahovala i 20 minut. První doložené vystoupení s touto skladbou se konalo 23. května 1968 v Amsterdamu, naposledy zazněla na koncertu 23. září 1972 v San Franciscu. Živé verze byly částečně odlišné. Zvuk činelů z první části byl nahrazen dvounotovým hučením baskytary, místo piana v sekci „Syncopated Pandemonium“ využíval Wright svoje elektronické varhany Farfisa. „Celestial Voices“ začínala stejně jako studiová verze zvukem varhan, později se však přidaly bicí, baskytara, kytara a bezeslovné vokály Davida Gilmoura. Tato hymnická část byla po přejmenování na „The End of the Beginning“ použita jako závěr suity „The Journey“ na tematických koncertech The Man and the Journey během roku 1969. V roce 2018 byla skladba zařazena na program debutového turné skupiny Nick Mason's Saucerful of Secrets.
Pink Floyd nahráli studiovou verzi této skladby o délce 11 minut a 52 sekund během dubna 1968, poprvé vyšla na albu A Saucerful of Secrets roku 1968. Na rozdíl od zbytku alba nebyla produkována Normanem Smithem, ale členy kapely, neboť Smith neměl k této skladbě žádný vztah. V živém provedení byla zachycena na albu Ummagumma (stopáž 12:48, 1969) a na filmu Pink Floyd v Pompejích (1972). Nebyla vydána na žádném kompilačním albu.

## Původní sestava
- David Gilmour – elektrická kytara, vokály
- Rick Wright – piano, elektronické varhany, mellotron, vokály
- Roger Waters – baskytara, perkuse
- Nick Mason – bicí, perkuse